# ZooCube
ZooCube é um jogo eletrônico desenvolvido pela PuzzleKings e lançado em 2002 pela Acclaim Entertainment. Foi o primeiro jogo de quebra-cabeça para o GameCube. Também foi lançado para PlayStation 2 em 2006 na Europa pela Midas Interactive Entertainment.

## Jogabilidade
No ZooCube, os jogadores marcam pontos combinando cabeças de animais que caem em direção às faces de um cubo giratório. O jogador também precisa fazer partidas rapidamente para que as cabeças não acumulem muito no cubo, o que pode fazer com que o jogador perca, de maneira semelhante ao Tetris. Ao longo do caminho, o jogador pode adquirir power-ups que podem ajudar o jogador de várias maneiras ou atrapalhar um oponente no modo multiplayer.

## Enredo
Um cientista louco chamado Dr. Buc Ooze tem conduzido "pesquisas controversas sobre modelagem animal" e deixou muitos animais disformes ou em formas não naturais. Em resposta, uma máquina chamada "ZooCube" é criada que reverte os efeitos dos experimentos do Dr. Ooze. O jogador, chamado "Aon", é encarregado de resgatar todos os animais presos, viajando a bordo de uma "arca voadora" e armado com o "ZooCube".